# Local de nascimento
As expressões local de nascimento, lugar de nascimento ou naturalidade indicam o local onde uma pessoa nasceu. É um dado usado frequentemente em documentos, juntamente com o nome e a data de nascimento, para identificar uma pessoa de forma inequívoca. 
O local de nascimento não é necessariamente o lugar onde vivem os pais da criança. Se a criança nasceu num hospital situado em outra localidade, será esta última o seu local de nascimento. Em muitos países é obrigatório constar no registro do nascimento onde este ocorreu e não no local de residência do pais. Em outros, entretanto, é possível registrar o bebê onde está estabelecido o domicílio dos pais.
Em alguns ordenamentos jurídicos o local de nascimento determina a nacionalidade da criança, conceito definido pela expressão latina jus soli. Noutros países, contudo, além do local do nascimento é levada em conta a nacionalidade dos pais (jus sanguinis). 
Pode haver confusão quanto ao local de nascimento se o parto ocorreu num lugar não usual, como nascimentos ocorridos em navegações oceânicas em alto mar ou em aeronaves durante o voo.